# Intechcentras

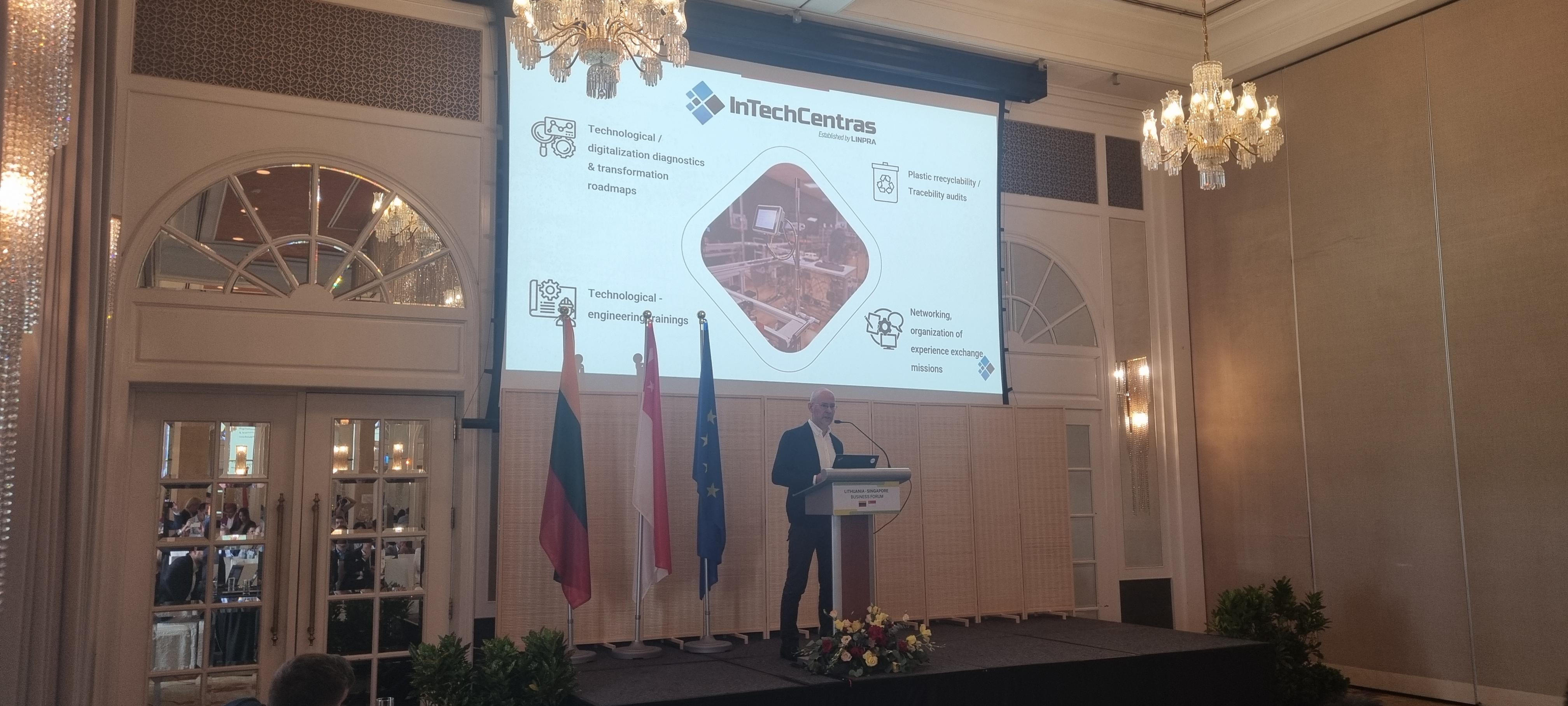
Palestra da Intechcentras no fórum empresarial 2024 Lituânia - Singapura

A InTechCentras, geralmente abreviada ITC, é uma organização lituana e o principal centro de competências da Lituânia para a digitalização e práticas de fabrico inovadoras.  Presta serviços de apoio, aconselhamento e formação que visam principalmente o avanço das tecnologias digitais modernas, a reciclagem e a sustentabilidade.